# Цраудон
Цраудон (осет. Цраудон) — река в России, протекает в Республике Северная Осетия-Алания, впадает в реку Урсдон. Длина реки составляет 40 км, площадь водосборного бассейна — 221 км².

## Данные водного реестра
По данным государственного водного реестра России относится к Западно-Каспийскому бассейновому округу, водохозяйственный участок реки — Терек от впадения реки Урсдон до впадения реки Урух. Речной бассейн реки — Реки бассейна Каспийского моря междуречья Терека и Волги.
Код объекта в государственном водном реестре — 07020000312108200003700.